# Symplecta beringiana
Symplecta beringiana là một loài ruồi trong họ Limoniidae. Chúng phân bố ở miền Cổ bắc.